# Бисултанов, Апти Дибаевич
Апти́ Диба́евич Бисулта́нов (род. 1 сентября 1959, Гой-Чу, Чечено-Ингушская АССР) — современный чеченский поэт, филолог, доцент, бывший вице-премьер по социальному блоку Чеченской Республики Ичкерия.

## Биография
Апти Бисултанов родился в 1959 году в селе Гой-Чу Урус-Мартановского района Чечни. В 1983 году окончил филологический факультет Чечено-Ингушского государственного университета, после окончания которого в течение года продолжал работать в университете преподавателем. Тогда же начал литературную деятельность. С 1982 года по 1984 год работал в чеченском детском журнале «Стелаӏад» (чечен. Радуга). В 1986 году издал свою первую книгу стихов «Нох — Цӏе — Чоь» («Плуг — Огонь — Дом») (название сборника созвучно слову «Нохчичоь», что означает «страна чеченцев»). В 1988 году Бисултанов становится редактором Чеченского книжного издательства в Грозном.
За свою поэму «В Хайбахе написанные» (входила в сборник «Ткъесан IиндагI»), посвящённую жертвам депортации, в 1992 году получил Национальную премию Чеченской Республики Ичкерия.
В 1999 году был назначен министром социальной защиты в правительстве Ичкерии.
С осени 2002 года живёт в Берлине. Принимал участие в Международном литературном фестивале, являлся стипендиатом Фонда Культуры. В 2003 году в Роттердаме он получил премию фонда «Poets of all Nations». В 2005 году работал в институте Макса Планка в Лейпциге. В 2006 году был удостоен почётного звания «Писатель города Райнсберга».
Многие его стихотворения положены на музыку и переведены на русский, немецкий, турецкий и финский языки. Апти Бисултанов — член международного ПЕН-клуба и почётный член русско-финского ПЕН-клуба. В настоящее время является стипендиатом «Heinrich-Böll-Haus in Langenbroich».